# الفيحية (تيسينت)
الفيحية هي إحدى مشيخات المملكة المغربية، تتبع جغرافيا لإقليم طاطا وإداريًا لتيسينت. يقدر عدد سكانها بـ 3159 نسمة حسب الإحصاء الرسمي للسكان والسكنى لسنة 2004.